# Mária Zavarská-Lukačovičová
Mária Zavarská-Lukačovičová (4. srpna 1935 Trakovice – 5. března 1994 Bratislava) byla slovenská sportovní rozhlasová redaktorka a reportérka, první sportovní komentátorka v Československu .
V letech 1951–1954 studovala na ekonomické škole v Trnavě. V letech 1954–1957 redaktorka zpravodajské redakce Československého rozhlasu v Bratislavě, 1957–1958 redaktorka-korespondentka pražské redakce na Slovensku, 1958–1965 referentka kontrolního oddělení Slovenského výboru pro rozhlas a televizi, současně externí redaktorka sportovní redakce Československého rozhlasu, 1965–1994 sportovní redaktorka Slovenského rozhlasu v Bratislavě.
Byla první ženou na Slovensku, která působila jako rozhlasová sportovní redaktorka a reportérka. Komentovala čtvery olympijské hry a pracovala i na mnoha mistrovstvích světa a Evropy. Pod patronací Slovenského rozhlasu organizovala sportovní soutěže mládeže, objevovala nové talenty.
Na její počest pojmenovali Memoriál Marie Zavarské ve sportovní gymnastice a Běh Marie Zavarské pro školní mládež. Udělili její cenu Zlatý mikrofon a jiné.